# University Peak
University Peak je hora na Aljašce, v severozápadní části pohoří svatého Eliáše. S nadmořskou výškou 4 410 m
je třináctou nejvyšší horou Spojených států amerických s prominencí vyšší než 500 metrů. 
University Peak leží necelých 7 kilometrů jihozápadně od známějšího stratovulkánu Mount Bona. Nachází se na území Národního parku Wrangell-St. Elias.